# Raffaele Licinio
Raffaele Licinio (Bari, 1º febbraio 1945 – Foggia, 4 febbraio 2018) è stato uno storico italiano, studioso del Medioevo, tra i più autorevoli nel campo della ricerca sul Mezzogiorno medievale.

## Biografia
Nato nel 1945 a Ceglie del Campo, oggi quartiere di Bari, da famiglia paterna originaria di Bitonto (città cui rimase fortemente legato), ha studiato Lettere e Filosofia presso l'Università di Bari, dove, da studente, ha avuto come professore e punto di riferimento, tra gli altri, il grande medievista Giosuè Musca. Si è laureato nella stessa università nel 1970 con il massimo dei voti, diventando assistente ordinario di Storia medievale nel 1974. Nel 1985 è divenuto professore associato nella sua università, dove nel 1999 ha ottenuto la cattedra del corso di Istituzioni medievali. Da luglio 2001 è stato professore ordinario di Storia medievale a Bari. Dall’Università di Foggia ha ottenuto l'affido della supplenza dell’insegnamento di Storia medievale dal 2001 al 2007.
Sin dalla giovinezza si è impegnato in politica, su posizioni di sinistra, iscrivendosi poi al Partito Comunista Italiano. La sua testimonianza contribuì a far identificare il gruppo di giovani neofascisti di cui faceva parte l'autore dell'omicidio di Benedetto Petrone, militante della Federazione Giovanile Comunista Italiana (FGCI), accoltellato a morte a Bari il 28 novembre 1977.

## Carriera
- Professore di Storia Medievale all'Università di Bari[2]
- Professore di Storia Medievale all'Università di Foggia (2001-2007)[2]
- Direttore del Centro Studi normanno-svevi presso l'Università di Bari (2002-)[2]
- Organizzatore degli incontri biennali Giornate normanno-sveve (2004-2010)[3]
- Fondatore e direttore della Scuola-Laboratorio di Medievistica di Troia (1995-1998)

## Opere

### Libri
- Castelli, foreste, masserie: potere centrale e funzionari periferici nella Puglia del secolo XIII, Edizioni dal Sud, 1991, ISBN 978-8875530068.
- Castelli medievali. Puglia e Basilicata. Dai normanni a Federico II e Carlo d'Angiò, Edizioni Dedalo, 1994, ISBN 978-8822061621.
- Masserie medievali: masserie, massari e carestie da Federico II alla dogana delle pecore, Mario Adda, 1998, ISBN 978-8880822875.
- Castel Del Monte e il sistema castellare nella Puglia di Federico II, Edizioni dal Sud, 2001, ISBN 978-8875530037.
- Paesaggio mediterraneo. Puglia: una terra dai confini mobili, L'Araba Fenice, 2002, ISBN 978-8888691008.
- Castel del Monte. Un castello medievale, Bari, Mario Adda Editore, 2002, ISBN 978-8880824565.[5]
- Il Mezzogiorno medievale nella didattica della storia, Bari, Adda, 2006, ISBN 978-8880826316.
- I caratteri originari della conquista normanna - Diversità e identità nel Mezzogiorno - Atti delle sedicesime giornate normanno-sveve - Bari, 5-8 ottobre 2004 (Centro di Studi Normanno-Svevi), Bari, Edizioni Dedalo, 2006, ISBN 978-8822041647.
- Nascita di un regno: poteri signorili, istituzioni feudali e strutture sociali nel Mezzogiorno normanno, 1130-1194, Adda, 2008, ISBN 978-8880827740.
- Storia di Manfredonia, vol. 1, Edipuglia, 2008, ISBN 978-8872285404.
- Uomini e terre nella Puglia medievale. Dagli svevi agli aragonesi, Il canto dell'ulivo, Edizioni dal Sud, 2009, ISBN 978-8875530457.
- Castelli medievali. Puglia e Basilicata: dai Normanni a Federico II e Carlo I d'Angiò, presentazione di Giosuè Musca, 2ª ed., Bari, Caratteri Mobili, 2010, ISBN 978-8896989005.
- Il naso del templare: sei saggi storici su templari, corsari, viaggiatori, mastri massari e monstra medievali, Caratteri Mobili, 2012, ISBN 978-8896989234.
- Uomini, terre e lavoro nel Mezzogiorno medievale (secoli XI-XV), Sede dell'Istituto, Palazzo Borromini, 2017, ISBN 978-8898079568.

### Introduzioni
- Marco Brando, Lo strano caso di Federico II di Svevia. Un mito medievale nella cultura di massa, Bari, Palomar, 2008, ISBN 978-8876002861.

### Appendici
- Marco Brando, L'imperatore nel suo labirinto. Usi, abusi e riusi del mito di Federico II di Svevia, Firenze, Tessere, 2019, ISBN 978-8894432343.

### Traduzioni
- Jean-Pierre Petit, Il muro del silenzio, traduzione di Raffaele Licinio, Edizioni Dedalo srl, 1985, ISBN 978-8822045560.
- Jacques Le Goff e Jean-Charles Sournia, Les maladies ont une histoire [Per una storia delle malattie], traduzione di Raffaele Licinio, Bari, Edizioni Dedalo srl, 1986, ISBN 978-8822005182.
- Gérard Belloin, I nostri sogni, compagni, traduzione di Raffaele Licinio, Edizioni Dedalo srl, 1993, ISBN 978-8822001788.
- Jean-Pierre Petit, Il geometricon. Storia di un fantastico viaggio nei mondi delle geometrie, traduzione di Raffaele Licinio, Edizioni Dedalo srl, 1993, ISBN 978-8822045577.
- Jean-Pierre Petit, Le avventure di Anselmo - Cosa pensano i robot?, traduzione di Raffaele Licinio, Edizioni Dedalo srl, 1993, ISBN 978-8822045522.
- Jean-Pierre Petit, Le avventure di Anselmo - I buchi neri, traduzione di Raffaele Licinio, Edizioni Dedalo srl, 1993, ISBN 978-8822045591.
- Jean-Pierre Petit, Le avventure di Anselmo - Il Big Bang, traduzione di Raffaele Licinio, Edizioni Dedalo srl, 1993, ISBN 978-8822045584.
- Jean-Pierre Petit, Le avventure di Anselmo - Il volo, traduzione di Raffaele Licinio, Edizioni Dedalo srl, 1993, ISBN 978-8822045539.
- Jean-Pierre Petit, Le avventure di Anselmo - Informagica, traduzione di Raffaele Licinio, Edizioni Dedalo srl, 1993, ISBN 978-8822045515.
- Jean-Pierre Petit, Le avventure di Anselmo - L'inflazione, traduzione di Raffaele Licinio, Edizioni Dedalo srl, 1993, ISBN 978-8822045553.
- Jean-Pierre Petit, Le avventure di Anselmo - Tutto è relativo, traduzione di Raffaele Licinio, Edizioni Dedalo srl, 1993, ISBN 978-8822045546.
- Jean-Loup Bourget, Il cinema americano da David W. Griffith a Francis F. Coppola, traduzione di Raffaele Licinio, Edizioni Dedalo srl, 1993, ISBN 978-8822045096.
- Pierrette Bello, Catherine Dolto Tolitch e Aline Schiffmann, Contraccezione, gravidanza, aborto, a cura di Raffaele Licinio, Nuova Biblioteca Dedalo, Edizioni Dedalo srl, 1993, ISBN 978-8822060433.
- Georges Duby, L'amore e la sessualità, traduzione di Raffaele Licinio, 2ª ed., Edizioni Dedalo srl, 1993, ISBN 978-8822005175.
- Henri Lefebvre, Lo stato, traduzione di Raffaele Licinio, La scienza nuova, vol. 4, Edizioni Dedalo srl, 1993, ISBN 978-8822001504.
- Pierre Germa, Da quando? Le origini degli oggetti della vita quotidiana, traduzione di Raffaele Licinio, Prisma, Edizioni Dedalo srl, 1993, ISBN 978-8822045027.

## Lavori dedicati a Raffaele Licinio
- Victor Rivera Magos e Francesco Violante, Apprendere ciò che vive - Studi offerti a Raffaele Licinio, Mediterranea, Edipuglia, 2017, ISBN 978-8872288290.